# Institut Mines-Télécom Business School
Institut Mines-Télécom Business School es una escuela de negocios internacional y una de las principales Grandes Escuelas en Francia. Fue establecida en 1979. Posee campus propios en París, Évry-Courcouronnes y Évry.
Es considerada una de las mejores escuelas de negocios en Europa. En 2019, su principal programa, el Master in Management, fue clasificado como el número 61 del mundo según el Financial Times.
Sus programas cuentan con la triple acreditación internacional de CGE, AACSB y AMBA.
La escuela, con una red de 7.500 antiguos alumnos. 